# Парамара
Парамара (परमार वंश) — раджпутський клан, представники якого правили Малавою, частиною Раджастхана, активно боролися проти інших раджпутів, Західних Чалук'їв та мусульманських загарбників.

## Історія
Згідно епіграфічним джерелам походження Парамара пов'язано з міфічним вогнищем на горі Абу. Історичні джерела вказують на зв'язок цього клану клану з Раштракутами.
Парамари спочатку були в гуджараті як данники Раштракутів в середині X ст. Першою історичною особою цього клану був Вакпатіраджа I. Ранні Парамара брали участь у війнах Раштракутів проти Гуджара-Пратіхарів. Занепад обох могутніх держав дозволив Парамара отримати незалежність у Малві (Малаві).
Першим незалежним володарем був Сіяка II (948—974). Його спадкоємець, Вакпаті II (974—995) з перемінним успіхом воював проти Західних Чалук'їв. Крім того, вів тривалі війні з Керадами, Чола, Чаухан, Гухідота, Калачура. Загинув у боротьбі проти Тайли II з династії Західних Чалук'їв.
Визначним представником клану був Бходжа (1010—1055), який вів тривалі війни із Захіжними Чалук'ями, мусульманськими загарбниками. Загинув у боротьбі з іншими раджпутськими кланами.
Міць Парамара була відновлена Удаядітьєю (1058—1087), який скористався протистоянням між Західними Чалук'ями, кланами Соланка та Калачура. Спроби розширити вплив Парамара робилися наступними представниками клану, проте до середини XII ст. значна частина їх земель була захоплена Сідхараджею Джаясімхою з Гуджарату.
Арджуна-варман I (1210—1218) був останнім здібним володарем цього клану. Його наступникам довелося стримувати атаки мусульман. Остаточно землі Парамара були захоплені Делійським султанатом в часи Алауддіна Хілджі. У 1305 році було повалено останнього раджу Махлакадеву Парамара.

## Культура
Багато з представників були талановитими поетами, покровителями літератури. Відомим поетами були Падмагупта (автор «Навасахашанкарачаріти»), Халаюдха, майстер тлумачення поетики.
Талановитим поетом був Бходжа Парамара, автор численних літературних та наукових творів, покровитель мистецтва та вчених.

## Володарі
- Упендра (800—818)
- Вайрісімха I (818—843)
- Сіяка I (843—893)
- Вакпаті I (893—918)
- Вайрісімха II (918—948)
- Сіяка II (948—974)
- Вакпаті II (974—995)
- Сіндхураджа (995—1010)
- Бходжа I (1010—1055)
- Джаясімха I (1055—1060)
- Удаядітья (1060—1087)
- Лакшманадева (1087—1097)
- Нара-варман (1097—1134)
- Яшо-варман (1134—1142)
- Джая-варман I (1142—1160)
- Віндх'я-варман (1160—1193)
- Субхата-варман (1193—1210)
- Арджуна-варман I (1210—1218)
- Девапала (1218—1239)
- Джайтугідева (1239—1256)
- Джая-варман II (1256—1274)
- Арджуна-варман II (1274—1283)
- Бходжа II (1283 -?)
- Махалакадева (?-1305)